# 毛寿龙
毛寿龙（1967年5月16日—），字竹森，浙江奉化溪口人，中国著名行政管理和公共政策学者，中国人民大学教授。

## 学历
1984年毕业于浙江奉化溪口中学（现武岭中学），1988年本科毕业于北京大学，并于1991年和1994年在北京大学分别获得政治学硕士、政治学博士学位。

## 经历
1994年8月到中国人民大学行政管理学研究所（系）任教，2001年担任所长、系主任。2000年至2001年在美国印第安纳大学从事博士后研究。2007年任中国人民大学公共管理学院公共政策安全研究所教授，教授政府经济学，研究制度分析与公共政策。
现为中国人民大学公共政策研究院执行副院长。

## 学术著作
著有《中国政府功能的经济分析》（中国广播电视出版社，1996）、《省政府管理》（中国广播电视出版社，1998）、《市政府管理》（1998）、《西方政府的治道变革》（中国人民大学出版社，1998）、《有限政府的经济分析》（上海三联书店，2000年）、《政治社会学》（中国社会科学出版社，2001）、《公共管理与治道变革》（中国法制出版社，2008）等书。